# Rawhide (film, 1938)
Pour les articles homonymes, voir Rawhide.
Rawhide est un western américain réalisé par Ray Taylor, sorti en 1938.

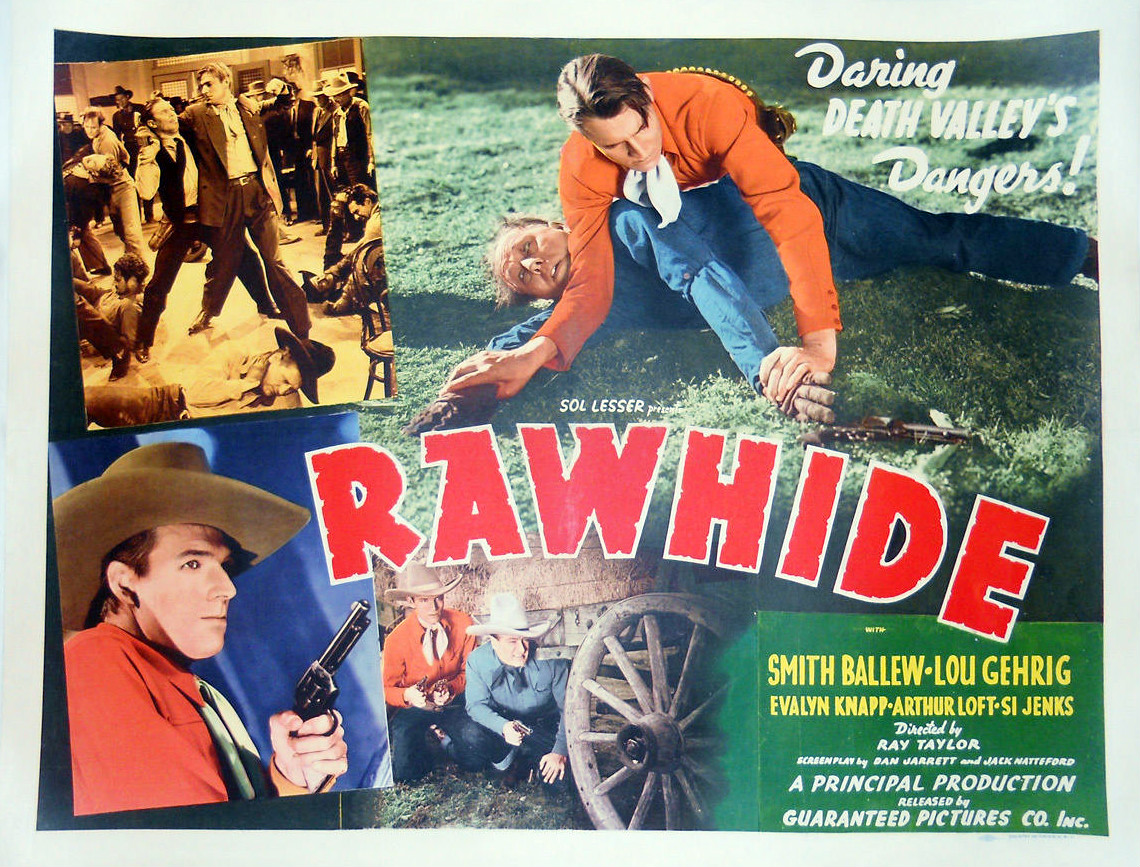
Affiche du film

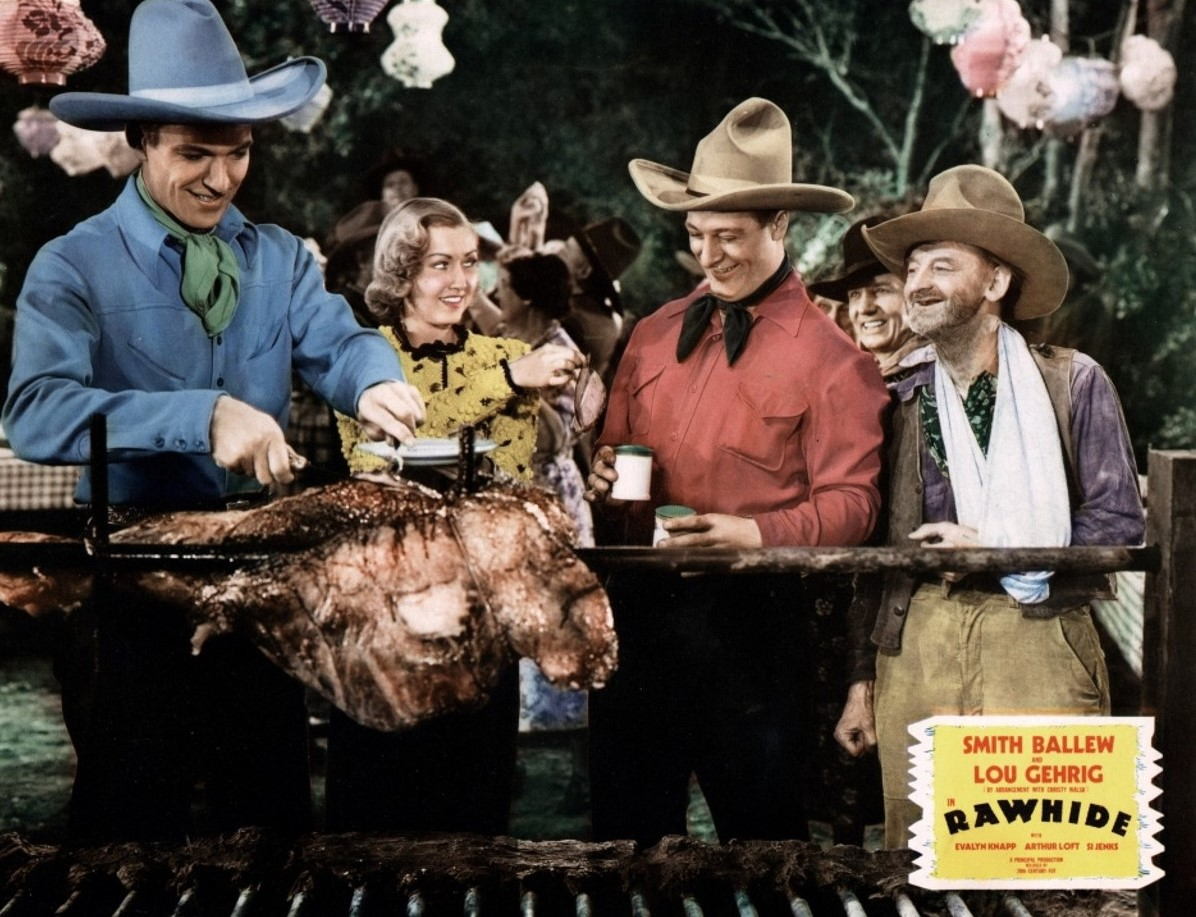
Carte promotionnelle du film, avec Smith Ballew, Evalyn Knapp, Lou Gehrig & Si Jenks.

La star du baseball Lou Gehrig y apparaît dans un rôle de cowboy.

## Fiche technique
- Titre : Rawhide
- Réalisation : Ray Taylor
- Scénario : Jack Natteford, Daniel Jarrett
- Producteur : Sol Lesser
- Société de production : Twentieth Century-Fox Film Corporation
- Photographie : Allen Q. Thompson
- Musique : Michael Breen
- Montage : Robert O. Crandall
- Pays de production :  États-Unis
- Durée : 58 minutes
- Date de sortie :
  - États-Unis : 8 avril 1938

## Distribution

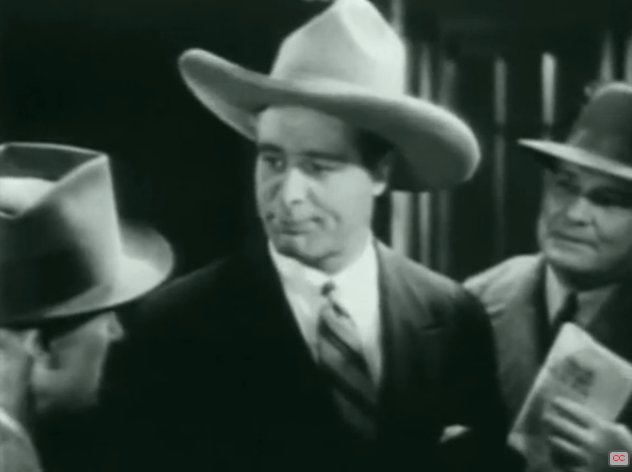
Lou Gehrig au centre

- Lou Gehrig
- Smith Ballew
- Evalyn Knapp
- Arthur Loft :  Ed Saunders
- Dick Curtis
- Cy Kendall : le shérif
- Si Jenks : Pop Mason

## Autour du film
- C'est le seul film d'Hollywood où apparaît la star du baseball Lou Gehrig, qui meurt en 1941 de la maladie de Charcot. Une étude parue en 2007 indique qu'il présentait déjà certains symptômes de la maladie lors du tournage du film[1].